# جون ميتشيل
جون ميتشيل (بالإنجليزية: John Mitchell)‏ (و. 1870 – 1919 م) هو نقابي، من الولايات المتحدة الأمريكية، ولد في بريدوود، توفي في مدينة نيويورك، عن عمر يناهز 49 عاماً.

## مناصب
تولى منصب رئيس مجلس الإدارة، United Mine Workers of America ‏ (1898–1907).

## روابط خارجية
- جون ميتشيل على موقع الموسوعة البريطانية (الإنجليزية)